# Lacinipolia ynigrum
Lacinipolia ynigrum là một loài bướm đêm trong họ Noctuidae.